# Bolero (Tanz)

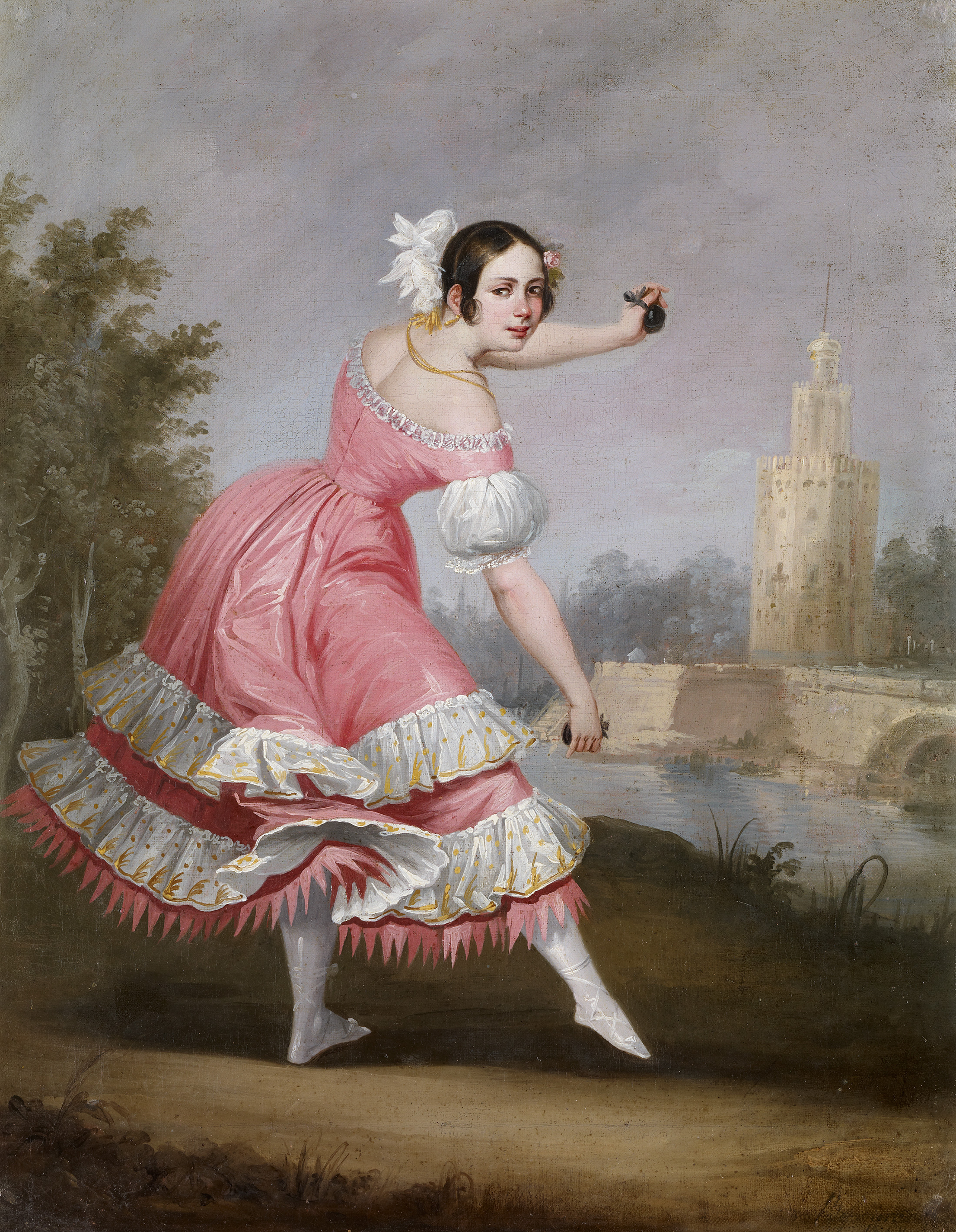
Antonio Cabral Bejarano: Bolero-Tänzerin, 1842

Der Bolero ist ein spanischer Tanz im ¾-Takt, der „im letzten Drittel des 18. Jahrhunderts von Tanzmeistern aus unterschiedlichen spanischen Tänzen entwickelt wurde.“ Dazu zählen neben den Seguidillas manchegas auch Fandango, Polo und Chacona. Darüber hinaus wurden vor allem für das Bewegungsvokabular der Beine und Füße auch Elemente aus Ballett und höfischen Tänzen adaptiert.
Er wird normalerweise von zwei Personen mit Kastagnetten getanzt und traditionell durch Gitarre, Cister und andere folkloristische Instrumente wie Sackpfeifen, Trommeln und Tamburine begleitet.
Weltbekanntheit erreichte der Bolero durch das gleichnamige Orchesterstück von Maurice Ravel.
Mit dem spanischen Bolero nicht verwandt ist der kubanische Bolero, der meist im 2⁄4- oder 4⁄4-Metrum notiert wird.

## DieEscuela Bolera
Der Bolero gab einem ganzen Genre von Tanzformen seinen Namen: Der Escuela Bolera, der Bolero-Schule. In Spanien ist sie auch bekannt unter dem Namen Escuela de palillos, Kastagnetten-Schule. Sie umfasst Schritte und Bewegungen sowohl des spanischen Bühnentanzes als auch solche von Volkstänzen, die sich zu artistischen Tänzen entwickelten. Dazu zählen neben dem Bolero im engeren Sinn auch die Seguidillas boleras und manchegas, der Fandango, der Jaleo aus Jerez, die Cachucha, der Panadero, die Macarena, die Malagueña, die Soleá von Arcas und andere.
Die Aufführungen dieser Schule sind das, was man heutzutage typischerweise als spanischen Tanz bezeichnet. Sie sind gekennzeichnet durch Kastagnetten, extrovertierte Bewegungen mit betontem Einsatz der Arme, und dem wiederkehrenden Einsatz von Contratiempos. Ihre Techniken gehören heutzutage zum Grundrepertoire professioneller spanischer Ballett- und Flamenco-Tänzerinnen und -Tänzer.

## Geschichte

### Der Bolero als Bühnentanz
Ende des 18. Jahrhunderts befassten sich einige spanische Tanz-Maestros erstmals vorurteilsfrei mit Volkstänzen. Es entwickelte sich der Brauch, solche Tänze auch auf der Theaterbühne aufzuführen. Dies geschah allerdings nicht zum allgemeinen Wohlwollen. So schrieb 1790 Caspar Melchor de Jovellanos:

«¿Qué otra cosa son nuestros bailes que una miserable imitación de las libres e indecentes danzas de la ínfima plebe? Otras naciones traen a danzar sobre las tablas los dioses e las ninfas; nosotros, los manolos y las verduleras.»

„Was sonst sind unsere Tänze als eine elende Nachahmung der freizügigen und unanständigen Tänze des gemeinen Pöbels? Andere Nationen bringen die Götter und Nymphen auf die Bühnen; wir die Gassenjungen und Marktweiber.“

Man passte die Tänze an die Bedürfnisse szenischer Aufführung an und erfand neue Formen. So entstand der Bolero. Eine der ersten Quellen, in denen er erwähnt wird, ist eine Tonadilla von 1791 von Blas de Laserna:

«Vale más en el día / saber bolero / que agricultura, industria, / ciencia y comercio.»

„Heutzutag’ gilts mehr / Bolero zu können / als Ackerbau, Gewerbe / Wirtschaft und Handel.“

Er wurde möglicherweise um 1780 von Sebastián Corezo erfunden, damals ein angesehener Tänzer. Andere Autoren nennen Antón Bolicho aus Sevilla als Erfinder. Er, Bolicho, sei auch unter dem Namen Bolero bekannt gewesen, von daher stamme der Name des Tanzes. Der Tänzer Antonio Cairón nannte 1820 den Bolero identisch mit der Seguidilla manchega.
Anfang des 19. Jahrhunderts wurden in rascher Folge kunstvolle Figuren erfunden: der Taconeo, der Paso marcial, die Puntas, die Vuelta perdida, die Trenzados, Sprünge und Kapriolen und viele andere Figuren. Teilweise kulminierten die schwierigen und riskanten Figuren und Sprünge in absurder Übertreibung, sodass die Vorstellung mehr einer Gymnastikübung als einem Tanz ähnelte. Ein festes Regelwerk für den Bolero schuf um 1800 wohl Requejo aus Murcia. Um 1820 hatte sich dann eine gemäßigtere Auffassung durchgesetzt, und der Bolero wurde auf den Bühnen mit weniger Akrobatik und in gemäßigtem Tempo aufgeführt. Der Akzent lag nun technischer Perfektion, Haltung und Eleganz. Sie zeigte sich beispielhaft im sogenannten Bien parado: Der eleganten Pose, in der die Tänzerin und der Tänzer zum Ende eines jeden Teils regungslos innezuhalten hatten. Der Bolero hatte sich damit vom Volkstanz zu einem Tanz für professionelle Aufführungen entwickelt. Als solcher genoss er das gesamte 19. Jahrhundert lang großes Ansehen und Popularität.

### Der volkstümliche Bolero
Ungeachtet der Virtuosität, die der Bolero professionellen Tänzerinnen und Tänzern abverlangte, bemächtigte sich das Volk in Andalusien und anderen Teilen Spaniens seiner. Es passte seine Figuren und Bewegungen den eigenen Bedürfnissen an. Die Schwänke der damals populären Theaterautoren Juan Ignacio González del Castillo und Ramón de la Cruz sowie zahlreiche Reiseberichte bezeugen seine Popularität. 1830 schilderte Washington Irving ein ländliches Fest mit Musik und Tanz, auf dem Fandango und Bolero getanzt wurde. 10 Jahre später berichtete der russische Publizist Wassili Botkin von einem ähnlichen Fest in Madrid. 1860 schrieb der französische Schriftsteller Jean-Charles Davillier: „Die Andalusier empfinden solche Leidenschaft für die Seguidillas boleras, dass sie sie überall aufführen“. Eine Dekade später scheint sich diese Leidenschaft allerdings gelegt zu haben, denn 1876 schrieb der Politiker Julián Zugasti y Sáenz, dass der Bolero nicht mehr so populär sei wie in früheren Jahren, als fast nichts anderes getanzt wurde.
Es existiert eine ganze Reihe von regionalen Ausprägungen, beispielsweise:
- der Bolero de Algodre aus der Provinz Zamora im Nordwesten Spaniens,
- der Bolero de Caspe aus der Provinz Burgos,
- der Bolero Pueblano aus La Puebla de Montalbán,
- der Bolero Vinarocenc aus Vinaròs,
- der Bolero Mallorquín.